# Akaa
Akaa [ˈɑkɑː] (schwedisch: Ackas) ist eine Stadt im Westen Finnlands mit 16.473 Einwohnern (Stand 31. Dezember 2022).

## Geographie
Akaa liegt im Süden der Landschaft Pirkanmaa auf halber Strecke zwischen dem 42 Kilometer nördlich gelegenen Tampere und dem 41 Kilometer südöstlich gelegenen Hämeenlinna. Die Hauptstadt Helsinki liegt 140 Kilometer südlich. Nachbarstädte und -gemeinden von Akaa sind Lempäälä im Norden, Valkeakoski im Nordosten, Hämeenlinna im Südosten, Urjala im Südwesten und Vesilahti im Nordwesten.
Die Fläche der Stadt Akaa beträgt 314,4 Quadratkilometer (davon 21,2 Quadratkilometer Binnengewässer). Die Stadt hat drei Siedlungszentren (taajama): Toijala (8363 Einwohner) sowie die Kirchdörfer Viiala (5460 Einwohner) und Kylmäkoski (674 Einwohner). Sitz der Stadtverwaltung ist Toijala. Viiala liegt acht Kilometer nordwestlich, Kylmäkoski 14 Kilometer westlich von Toijala. Akaa liegt am Vanajavesi-See.

## Geschichte
Die Stadt Akaa besteht seit Anfang 2007, die Geschichte Akaas geht aber bis ins Mittelalter zurück. Das Kirchspiel Akaa entstand im Jahr 1483 durch Loslösung aus dem Kirchspiel Sääksmäki. Das Kirchdorf von Akaa war der Ort Toijala. Von der mittelalterlichen Holzkirche von Akaa ist nur die gemauerte Sakristei erhalten. Diese wurde um 1510 als erster Bauabschnitt einer geplanten, aber unvollendet gebliebenen Steinkirche erbaut.
Nach der Trennung der Verwaltung der Landgemeinden von der Kirchenverwaltung entstand 1870 die politische Gemeinde Akaa. Nachdem Akaa 1876 an das Eisenbahnnetz angeschlossen worden war, nahm die Industrialisierung in der Gemeinde ihren Lauf. Vor allem der Ort Viiala, wo bereits 1873 ein dampfbetriebenes Sägewerk gegründet worden war, aber auch Toijala entwickelten sich zu wichtigen Industriestandorten. 1895 spaltete sich die Gemeinde Kylmäkoski von Akaa ab, 1932 folge die Gründung der Gemeinde Viiala aus Teilen von Akaa und der Nachbargemeinden Lempäälä und Vesilahti. 1946 wurde die Gemeinde Akaa aufgelöst. Toijala, das Kirchdorf der Gemeinde, wurde zu einem eigenständigen Marktflecken (kauppala) das restliche Gebiet wurde zwischen den Gemeinden Kylmäkoski, Viiala und Sääksmäki aufgeteilt. 1977 erhielt Toijala das Stadtrecht.
Anfang 2007 wurde Akaa wieder ins Leben gerufen, als durch die Fusion von Toijala und Viiala die Stadt Akaa entstand. 2011 wurde auch Kylmäkoski wieder nach Akaa eingemeindet.

## Politik

### Stadtrat
Der Stadtrat (kaupunginvaltuusto) von Akaa besteht aus 35 Mitgliedern. Im Industrieort Akaa ist die finnische Linke traditionell stark: Die größte Fraktion im Stadtrat stellen seit der Kommunalwahl am 9. April 2017 die Sozialdemokraten mit zwölf Sitzen, das Linksbündnis ist mit drei Abgeordneten vertreten. Die zweitgrößte Fraktion stellt die konservative Sammlungspartei mit acht Sitzen. Die bäuerliche Zentrumspartei ist mit vier Sitzen vertreten. Weiterhin im Stadtrat vertreten sind die Grünen mit vier, die rechtspopulistischen „Wahren Finnen“ mit drei und die Christdemokraten mit einem Abgeordneten.
| Partei           | Stimmenanteil | Sitze |
| ---------------- | ------------- | ----- |
| Sozialdemokraten | 32,9 %        | 12    |
| Sammlungspartei  | 23,0 %        | 8     |
| Zentrum          | 11,8 %        | 4     |
| Grüne            | 11,8 %        | 4     |
| Linksbündnis     | 8,2 %         | 3     |
| Wahre Finnen     | 7,8 %         | 3     |
| Christdemokraten | 2,5 %         | 1     |
| Andere           | 1,9 %         | 0     |
| Summe            | 100 %         | 35    |

Die Amtszeit dauert vier Jahre, vom 1. Januar 2018 bis 31. Dezember 2021.

### Wappen
Nach ihrer Neubildung 2007 nahm die Stadt Akaa ein neues Wappen an. Es handelt sich um einen Entwurf von Kari J. Tähtinen, den der Stadtrat zum Sieger eines Wettbewerbs kürte. Die Blasonierung lautet: „Der von Rot und Silber durch Zinnenschnitt gespaltene Schild zeigt vorn einen silbernen Maueranker“. Der Zinnenschnitt verweist auf die alte Sakristei von Akaa, der Maueranker auf die Vereinigung von Toijala und Viiala. Rot und Silber sind die heraldischen Farben der Landschaft Häme, zu der Akaa historisch gehört. Die alte Gemeinde Akaa (bis 1946) trug kein eigenes Wappen.

## Wirtschaft und Infrastruktur

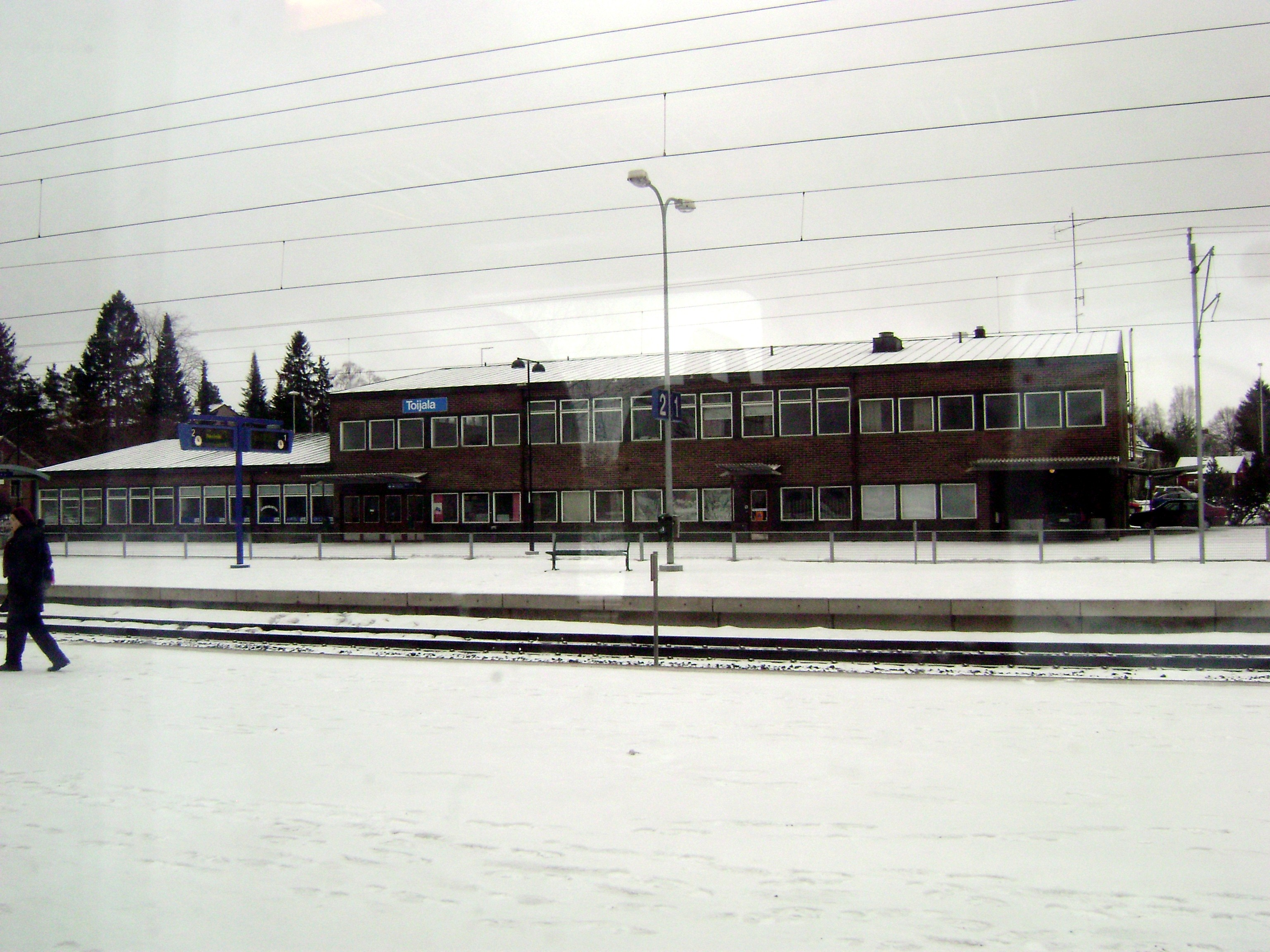
Der Bahnhof Toijala ist ein Eisenbahnknotenpunkt zwischen Helsinki, Turku und Tampere

Die Wirtschaft von Akaa ist traditionell durch die Industrie geprägt, hat aber einen Strukturwandel durchgemacht. Viiala war bis zur finnischen Wirtschaftskrise der 1990er Jahre ein Industrieort mit drei großen Fabriken. Die Leder- und Feilenfabriken wurden aber 1995 bzw. 1996 infolge der finnischen Wirtschaftskrise geschlossen, 2004 wurde auch die Holzwerkstoffproduktion in der Fabrik des UPM-Kymmene-Konzerns eingestellt. In Toijala befindet sich die größte Fabrik für Mämmi, eine zur Osterzeit verzehrten finnische Traditionsspeise. Auf die Produktion dieses aus Roggenmalz hergestellten Breis, der für seine eher abstoßende äußere Erscheinung bekannt ist, ist man in der Stadt so stolz, dass man im Jahr 2005 in Toijala die Weltmeisterschaft im Mämmi-Wettessen veranstaltete.
Akaa liegt am Kreuzungspunkt der Verkehrsverbindungen zwischen den drei größten finnischen Ballungsräumen Helsinki (142 Kilometer südlich), Turku (133 Kilometer südwestlich) und Tampere (42 Kilometer nördlich). In der Stadt verbinden sich die zur Autobahn ausgebaute Staatsstraße 3, die aus der Hauptstadt Helsinki kommend über Tampere nach Vaasa führt, und die Staatsstraße 9 von Turku über Tampere in das ostfinnische Tohmajärvi. Ferner laufen am Bahnhof Toijala die Bahnstrecken von Helsinki-Tampere und Turku-Tampere zusammen. Ein zweiter Bahnhof befindet sich in Viiala.

## Kultur und Sehenswürdigkeiten

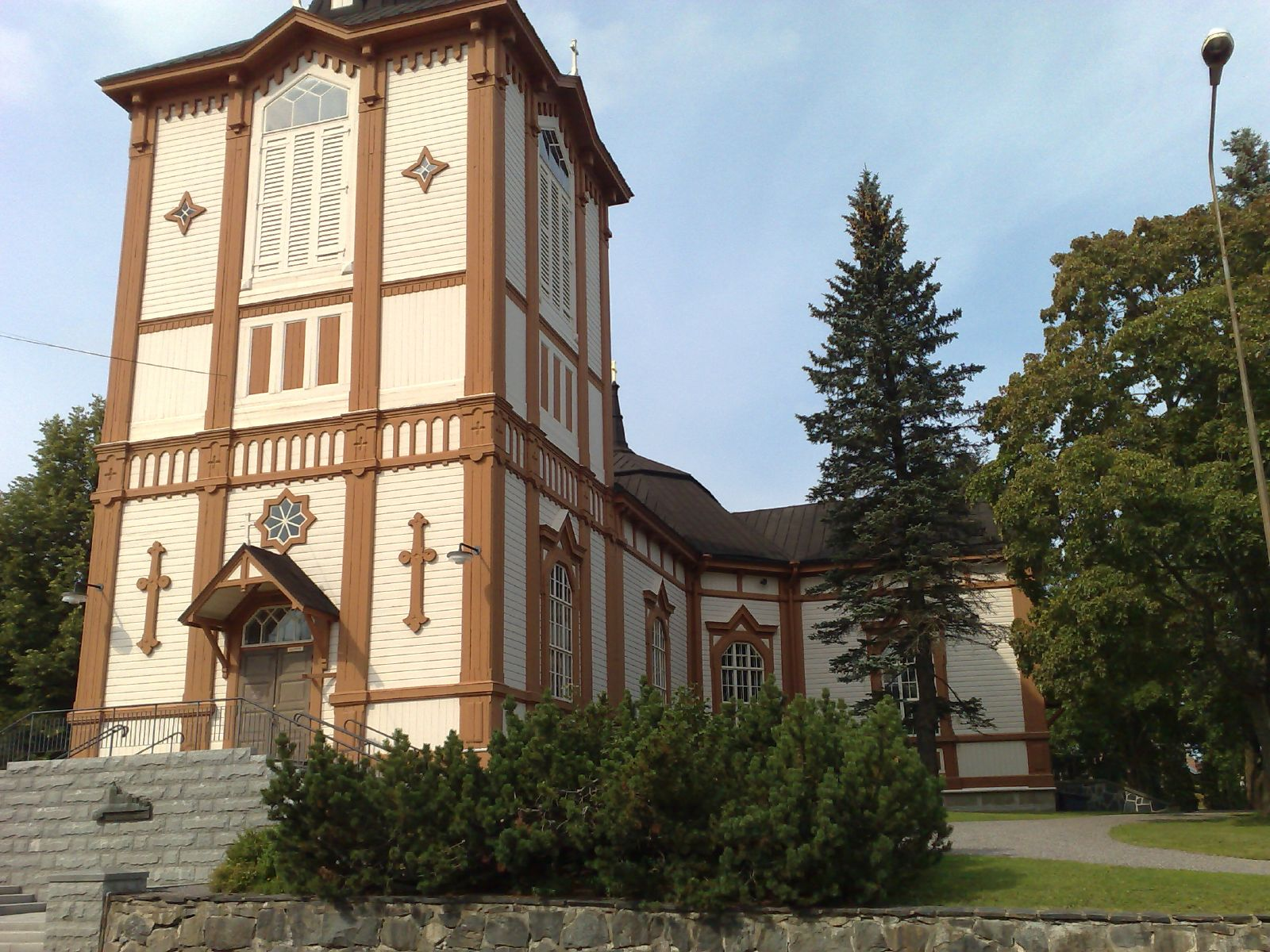
Die Kirche von Toijala

In Akaa gibt es drei Kirchen: Die Kirche von Toijala ist eine hölzerne Kreuzkirche mit Westturm, die 1816–1817 nach Plänen von Charles Bassi und Anton Wilhelm Arppe gebaut wurde. In Kylmäkoski befindet sich eine aus rotem Backstein erbaute Kirche aus dem Jahr 1900. Die Kirche von Viiala schließlich ist ein moderner Bau aus dem Jahr 1950. Ebenfalls in Toijala befindet sich inmitten eines alten Kirchhofes die Sakristei von Akaa, der einzige Überrest der mittelalterlichen Kirche des Ortes. Sie wurde um 1510 im Zusammenhang mit einer später verfallenen Holzkirche erbaut.
Weitere Sehenswürdigkeiten in Akaa sind ein Lokomotivmuseum in Toijala, das Heimatmuseum von Viiala und ein Tapetenmuseum in Toijala. Letzteres schaffte es 2011 in der Show des amerikanischen Komikers Conan O’Brien unter die weltweiten Top 20 der schlimmsten Sommerurlaubsziele.

## Söhne und Töchter der Stadt
- Arvo Ylppö (1887–1992), Kinderarzt und Hochschullehrer mit Schwerpunkt Neugeborenenmedizin
- Tenho Sauren (1926–2001), Schauspieler und Komiker
- Eeles Landström (1932–2022), finnischer Leichtathlet